# アルビス (チェーンストア)
アルビス株式会社（英: Albis Co., Ltd.）は、富山県射水市に本社を置く大手小売業者、卸売業者である。社名と同一の名称のスーパーマーケットを展開している。東京証券取引所プライム市場上場（証券コード:7475）。

## 概要
1992年4月に本格的なボランタリーホールセラーを目指して、卸売業の北陸スパー本部（株）が小売業の（株）チューリップを合併して誕生した。社名の由来は、「always」「lively」「brightly」「identity」「supermarket」（いつも生き生きと明るい存在感のあるスーパーマーケット）の頭文字をとったもので、常にいきいきと明るく、存在感のあるスーパーマーケットを意味する。
業務内容としては、スーパーマーケットにおけるすべての部門（青果、海産、精肉、惣菜、日配、グロサリー、ノンフーズ）に対して商品供給を行う卸売部門と、富山・石川・福井の北陸3県と岐阜・愛知の東海2県に店舗を展開する小売部門の2部門からなる。
大口取引先であった加盟店の大阪屋ショップが2005年6月20日に仕入れ契約の打ち切りを申し出たことに伴い同年7月に脱退。石川県能登地方に展開しているどんたくもバローと提携したため脱退。さらに2010年8月末をもって、富山県内の小売業者9社が取引を中止。
一方で直営店舗は着実に増えており、事業の軸足は卸売部門から小売部門へと移りつつある。

### 卸売部門
「食品スーパー総合支援業」を標榜し、小規模スーパーマーケットチェーンに対する商品供給のほか、情報提供、コンサルティングなどの営業支援も積極的に行っている。

### 小売部門

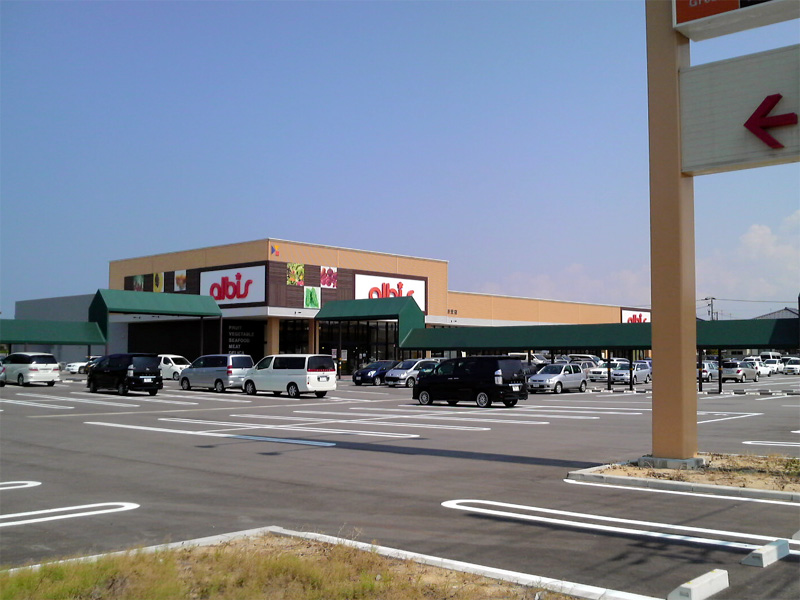
アルビス新庄店

直営のスーパーマーケットチェーンを展開。CGCとAJSの2団体に加盟。
現在の店名は「アルビス」のみだが、かつては「チューリップ」（石川県・福井県の一部店舗）、「ハイ・トマト」（富山県のみ。卸売として加盟していた会社で、後にアルビスが吸収合併および直営化）という店名も使用していた。2009年に全店舗の名称を「アルビス」に統一している。
2006年2月に石川県のスーパー「バザールフーズ」（10店舗）を買収（後に吸収合併、解散）し、その全てを「チューリップ」（アルビス直営店）とした。これは2005年7月に卸部門の取引先から脱退した「大阪屋ショップ」の売上をカバーするためと推測される。当時、卸売部門で3割の売上を占めていた大阪屋ショップ他の加盟店の脱退により、早急に売上をカバーする必要があった。「バザールフーズ」の買収によって、卸売部門と小売部門の売上が逆転した。小売部門の売上増加は、経営戦略的に発生したものではなく、大口取引先の脱退による緊急措置による結果とみてよい。
2009年10月には、富山県のスーパー「サンピュアー」およびチェーン本部会社の「新鮮市場」を買収、完全子会社化した。店名はしばらくの間は据え置かれていたが、後にアルビスに変更した。さらに2011年4月に「新鮮市場」は「サンピュアー」に吸収合併され解散した。
2013年12月25日、石川県でスーパーマーケットを展開しながらも業績が悪化し、民事再生法を申請していた東京ストアーの事業を継承することを決定。2014年2月末にその新会社の全株式を取得し完全子会社化することが発表された。
2018年10月31日には富山市南部に展開するオレンジマートを買収し、完全子会社化した。
北陸地方でドミナント戦略をとる一方で、2017年に名古屋事務所を置いて東海地方への出店も強化している。2019年に岐阜県美濃加茂市に美濃加茂店を開店して東海地方に進出し、2021年には愛知県名古屋市に中村二瀬店を開店した。東海北陸自動車道を使った流通システムを確立し、今後も愛知県や岐阜県で店舗を増やす方針。

## 沿革
- 1966年（昭和41年）6月 - 東海乾物株式会社が中心となり、ボランタリー・チェーンである「チューリップチェーン」結成。
- 1968年（昭和43年）12月23日 - 富山県内の食品スーパー経営者10人により、北陸チューリップチェーン（ほくりくチューリップチェーン）が結成され、その本部として北陸チューリップチェーン株式会社を設立。
- 1971年（昭和46年）8月 - 直営店事業を行う為に株式会社チューリップを設立。
- 1977年（昭和52年）9月 - （チューリップチェーンの国際スパー本部加盟に伴い）全日本スパー組織に加盟し、地区本部となる。
- 1978年（昭和53年）7月 - 富山県地区スパー本部株式会社（とやまけんちくスパーほんぶ）に商号変更。
- 1985年（昭和60年）
  - 7月 - 北陸スパー本部株式会社（ほくりくスパーほんぶ）に商号変更。
  - 11月 - 北陸ホットスパー株式会社を設立。
- 1992年（平成4年）4月 - 株式会社チューリップを合併し、アルビス株式会社に商号変更。
- 1994年（平成6年）8月 - スパーの地区本部としての地位を、北陸ホットスパーへ譲渡。
- 1995年（平成7年）11月 - 名古屋証券取引所市場第2部へ上場。
- 2000年（平成12年）3月 - 北陸ホットスパーの全株式を売却。
- 2005年（平成17年）10月 - 株式会社クレハ食品（豆腐類製造）を完全子会社化。
- 2009年（平成21年）10月 - 業種が卸売業から小売業へ変更。
- 2013年（平成25年）12月 - 民事再生法を申請していた東京ストアーの事業継承を決定。
- 2014年（平成26年）
  - 2月 - 東京証券取引所市場第2部へ上場。
  - 2月28日 - 東京ストアーを完全子会社化。
  - 6月 - 名古屋証券取引所市場第2部の上場廃止。
  - 12月12日 - 福井市農業協同組合・Aコープとの業務提携と店舗譲受を発表。
- 2015年（平成27年）
  - 1月26日 - 福井市農業協同組合・Aコープとの業務提携が破談に終わる[14]。
  - 3月 - 東京証券取引所市場第1部へ指定替え。
- 2016年（平成28年）
  - 10月18日 - 石川県野々市市に「明倫通り店」をオープン。大和のサテライト店舗が併設される[15]。
- 2017年（平成29年）
  - 4月1日 - 惣菜・弁当類の製造部門子会社の株式会社アルデジャパンが豆腐類製造子会社の株式会社クレハ食品を吸収合併し、法人格が消滅。旧クレハ食品の工場は株式会社アルデジャパン豆腐工場となる。
  - 10月 - ポイントカードを従来の独自システムからPontaに切り替える[16]。CGCグループが展開するポイントカード兼電子マネーCoGCaを導入する[16]。
- 2018年（平成30年）
  - 3月30日 - ブランドスローガンに「おいしい!を明日のちからに」を制定[17]。
  - 10月31日 - 富山市南部に展開するオレンジマートを買収[18]。
- 2019年（平成31年・令和元年）
  - 4月1日 - 富山県射水市で新設した、精肉加工や惣菜製造を行う「プロセスセンター」稼働開始[19][20]。
  - 4月17日 - 岐阜県美濃加茂市に「美濃加茂店」をオープン[11]。東海地方に初進出。　
  - 4月20日 - 明倫通り店に「無印良品」を併設してオープン。なお無印良品では初のロードサイド店舗となる。[21][22]
- 2020年（令和2年）
  - 9月23日 - 富山県と包括協定を結ぶ[23]。災害発生時の協力や子育て世帯への買い物金額割引などが盛り込まれた[23]。
- 2021年（令和3年）
  - 7月15日 - 愛知県名古屋市中村区に中村二瀬店をオープン[12]、愛知県に初進出[24]。
- 2022年（令和4年）
  - 2月21日 - 店頭受け取り型のネットスーパーを丸の内店（富山県高岡市）で開始予定（注文受付開始日。受け取りはその翌日から）[25][26]。4月30日の時点では、同年秋以降の開始を計画していると報じられていた[27][28]。
- 2023年（令和5年）9月 - スーパーマーケットとしては国内では2例目となる「無印良品」の商品の販売を開始[29][30]。
- 2024年（令和6年）
  - 3月22日 - 新業態となる小商圏戦略店舗「albisKULASU（アルビスくらす）」の1号店を金沢市泉が丘にオープン[31]。
- 2025年（令和7年）
  - 7月1日 - アピアショッピングセンターを運営するアピアの株式を取得し、子会社化すると発表[32]。

## 店舗
2024年5月時点の出店状況は以下のとおり。最新の情報や詳細は、公式サイトのお近くの店舗を参照。
北陸地方
- 富山県：東部（富山市以東）20店（オレンジマート含む）、西部（射水市以西）17店
- 石川県：20店（albisKULASU含む）
- 福井県：6店

東海地方
- 岐阜県：美濃加茂店（美濃加茂市）
- 愛知県：中村二瀬店、北区金田店[33]（いずれも名古屋市）